# Râul Baranca, Herța
Râul Baranca este un curs de apă, afluent al râului Herța. Este un curs de apă nepermanent, fiind în general sec în perioadele de vară.

## Hărți
- Harta județului Botoșani